# Chipotle Development Team
A Chipotle Development Team (código UCI: CDT ) é uma equipa de ciclismo profissional norte-americana, que corre na categoria UCI Continental.
Criada em 2009, tendo-se chamado anteriormente Holowesko Partners Team, é a equipa filial, de sub-23, da Team Garmin-Cervélo.
Para a temporada de 2011, a equipa foi promovida à categoria UCI Continental, na qual tem um calendário com mais provas, o que permite aos ciclistas adquirir suficiente experiência internacional para eventualmente passarem à equipa principal, do escalão UCI ProTour, isto de acordo com o director-geral da Garmin-Cervélo, Jonathan Vaughters.

## Plantel

### Plantel em 2011
| Ciclista                | Data de nascimento | Nacionalidade  |
| Andrew Barker           | 14/05/1991         | Estados Unidos |
| Robert Bush             | 13/03/1990         | Estados Unidos |
| Kirk Carlsen            | 25/05/1987         | Estados Unidos |
| Elliot James Craddock   | 10/05/1991         | Estados Unidos |
| Alfredo Cruz            | 02/08/1990         | Estados Unidos |
| Thomas Dekker           | 06/0971984         | Países Baixos  |
| Maxwell Stuart Durtschi | 26/05/1991         | Países Baixos  |
| Gavriel Epstein         | 05/09/1986         | Canadá         |
| Alex Howes              | 01/01/1988         | Estados Unidos |
| Andrei Krasilnikau      | 25/04/1989         | Bielorrússia   |
| Raymond Kreder          | 26/11/1989         | Países Baixos  |
| Lachlan David Morton    | 02/10/1992         | Estados Unidos |
| Anders Newbury          | 26/07/1992         | Estados Unidos |
| Jacob Rathe             | 13/03/1991         | Estados Unidos |
| Thacker Reeves          | 15/09/1989         | Estados Unidos |
| Thomas Scully           | 14/01/1990         | Nova Zelândia  |
| Robbie Squire           | 01/04/1990         | Estados Unidos |
| Daniel Summerhill       | 13/02/1989         | Estados Unidos |

## Palmarés

### Palmarés 2011
| Datas       | Provas                       | Categoria | Vencedor    |
| 11 de Março | 4ª etapa de Rutas de América | 2.2       | Jacob Rathe |
| 18 de Junho | 5ª etapa del Tour de Beauce  | 2.2       | Robert Bush |

## Refêrencias
1. ↑  Team Holowesko Partners ready for 2010 cyclingnews.com (em Inglês)
2. ↑  Garmin-Cervélo hace oficial sus equipos de 2011: 29 hombres y 10 mujeres biciciclismo.com
3. ↑  El Garmin-Cervélo tendrá filial continental en 2011 biciciclismo.com